# Espargo
Espargo est une ancienne paroisse civile portugaise (en portugais : freguesia) de la municipalité de Santa Maria da Feira dans le district d'Aveiro.
La loi no 11-A/2013 du 28 janvier 2013, portant réorganisation administrative du territoire des freguesias, fusionne Espargo avec les paroisses voisines de Feira, Travanca et Sanfins pour former l’União das freguesias de Santa Maria da Feira, Travanca, Sanfins e Espargo (dont le siège est à Feira).